# Alberto Franceschini
Pour les articles homonymes, voir Franceschini.
Alberto Franceschini, né le 26 octobre 1947 à Reggio d'Émilie et mort le 11 avril 2025 à Milan, est une figure du terrorisme d'extrême gauche italien, au début des années 1970, cofondateur des Brigades rouges.

## Biographie
Né en octobre 1947, dans une famille communiste, son père a été arrêté pour ses activités antifascistes dans les années 1930 et son grand-père était l'un des fondateurs du parti communiste italien. Il est d'abord membre des Jeunesses communistes (en). Il veut reprendre le flambeau de la lutte antifasciste. Il fait partie de ceux qui refusent la déstalinisation et associent l'image de Staline à celle de Gramsci. Il évolue vers l'action extra-parlementaire, puis vers la lutte armée clandestine, sur le modèle des groupes de guérilla urbaine d'Amérique latine. 
Il est l'un des principaux fondateurs des Brigades rouges en 1970, notamment avec Renato Curcio et Margherita Cagol. Cette période a été appelée les « années de plomb en Italie ». En 1972, il participe à la première prise d’otages orchestrée par les Brigades rouges, enlèvement d’un cadre de la Sit-Siemens, entreprise italienne des télécoms. Il participe deux ans plus tard à l’enlèvement du procureur génois Mario Sossi, et à la préparation d'autres enlèvements.
Il est arrêté en 1974 par le général Carlo Alberto dalla Chiesa, puis condamné à dix-huit ans de prison. En 1983, il se dissocie de la lutte armée. Il est libéré en 1992 après avoir purgé sa peine et devient un des dirigeants de l’ARCI, principale association de loisirs et de culture de la gauche italienne.
Il meurt le  le 11 avril 2025 à Milan,.

## Œuvres
- Mara Renato e io. Storia dei fondatori delle BR, avec Pier Vittorio Buffa et Franco Giustolisi, A. Mondadori, 1988.  (ISBN 88-04-30567-3).
- La borsa del Presidente. Ritorno agli anni di piombo, avec Anna Samueli, Ediesse, 1997.  (ISBN 88-230-0271-0).